# 勝川春久
勝川 春久（かつかわ しゅんきゅう、生没年不詳）とは、江戸時代の浮世絵師。

## 来歴
勝川春英の門人で勝川を称す。作画期は享和から文政の頃にかけてで、享和元年またはその翌年の作とされる摺物「六歌仙図」を、師の春英と同門の勝川春洞、勝川春徳、二代目勝川春童、勝川春橋の6人で合作している。